# نظرچاقلی
نظرچاقلی معروف  به چوپلی سیتی  ، روستایی ترکمن نشین با طبیعتی سرسبز و خوش آب هوا  با مردمانی مهمان نواز مهربان و خون گرم واقع در 5کیلومتری  شهر زیبای نگین شهر از توابع بخش مرکزی شهرستان آزادشهر در استان گلستان ایران.

## جمعیت
این روستا در دهستان نظام‌آباد قرار دارد و براساس سرشماری مرکز آمار ایران درسال۱۴۰۴، جمعیت آن 1688نفر (220خانوار) بوده‌است.